# Pam Shriver
Pamela Howard "Pam" Shriver (født 4. juli 1962 i Baltimore, Maryland) er en tidligere tennisspiller fra USA. 

## Karriere

### Tennis
Hun var en af verdens bedste kvindelige tennisspillere med speciale i double fra slutningen af 1970'erne til begyndelsen af 1990'erne, og hun vandt i løbet af sin karriere 22 grand slam-titler: 21 i damedouble, heraf 20 med Martina Navratilova som makker, og desuden en i mixed double. Hendes bedste grand slam-resultat i single var en finaleplads ved US Open 1978. Hun var en del af det USA-hold, der vandt Federation Cup i 1986 og 1989. I 1994 blev kun kåret til ITF-verdensmester for kvinder.
Da tennissporten vendte tilbage til det officielle OL-program i 1988 i Seoul, stillede Shriver op i både single og damedouble. I single nåede hun kvartfinalen, hvor hun tabte til sin makker i double, Zina Garrison. I double nåede hun sammen med Garrison finalen, hvor de mødte det tjekkoslovakiske par Jana Novotná og Helena Suková. Kampen endte i tre sæt, og amerikanerne blev mestre med cifrene 4-6, 6-2, 10-8, mens Novotná og Suková fik sølv, og da der ikke blev spillet om bronzen fik de tabende semifinalister begge denne medalje: Australierne Liz Smylie og Wendy Turnbull og vesttyskerne Steffi Graf og Claudia Kohde-Kilsch.
Shriver vandt 112 WTA-turneringer i damedouble og besatte førstepladsen på WTA's verdensrangliste i double i 48 uger i årene 1985-1986, heraf en periode på 44 uger i træk fra 18. marts 1985 til 19. januar 1986. Hun vandt endvidere 21 WTA-titler i single, og hendes bedste placering på verdensranglisten i single var en tredjeplads den 20. februar 1984. Hun vandt desuden alle tre mulige rækker (single, dame- og mixed double) ved de panamerikanske lege i 1991.
Hun blev i 2002 valgt ind i International Tennis Hall of Fame.

### Videre karriere
Efter sin aktive karriere blev hun kendt som tv-kommentator i tennis for både amerikanske, australske og britiske tv-stationer. Hun har været medejer af baseball-klubben Baltimore Orioles.

## Privatliv
Shriver har været gift to gange. Første gang var med Joe Shapiro, jurist for The Walt Disney Company, men Shapiro døde af cancer ganske ung. Efterfølgende giftede hun sig i 2002 med skuespilleren George Lazenby og fik tre børn med denne. Hun blev skilt fra Lazenby i 2011.